# Парусовидная бородатка
Парусови́дная борода́тка, или парусный гистиодрако (лат. Histiodraco velifer) — морская антарктическая донная рыба семейства антарктических бородаток (Artedidraconidae) отряда окунеобразных (Perciformes). Является единственным видом в монотипическом роде Histiodraco. Впервые описана как новый для науки вид Dolloidraco velifer в 1914 году британским ихтиологом Чарльзом Тейтом Ригеном (англ. Charles Tate Regan, 1878—1943) по рыбам из пролива Мак-Мердо в море Росса в Восточной Антарктике. В следующей своей работе, датированной тем же годом, Риген описал новый род Histiodraco и поместил в него описанный перед этим вид. Название рода Histiodraco происходит от двух латинизированных греческих слов — греч. istion, istos — парус и drako — дракон и связано необычным внешним видом рыбы, с «драконьей» головой, наличием очень длинного подбородочного усика и очень высоким (словно парус) вторым спинным плавником. Видовой эпитет velifer на латинском означает — парус.
H. velifer — это типично донная, относительно мелководная небольшая рыба общей длиной немногим более 20 см. Является эндемиком высокоширотной зоны Южного океана в Восточной Антарктике, известным с глубин 30—667 м. Вероятно, имеет циркумполярно-антарктическое распространение. Согласно схеме зоогеографического районирования по донным рыбам Антарктики, предложенной А. П. Андрияшевым и А. В. Нееловым, ареал вида находится в границах гляциальной подобласти восточноантарктической, или континентальной провинции Антарктической области.
Как и у других антарктических бородаток у H. velifer имеется подбородочный усик, уникальная видоспецифичность строения которого является одной из важнейших характеристик в систематике семейства в целом. Кроме того, как и всем прочим антарктическим бородаткам, этому виду свойственна очень крупная голова и отсутствие чешуи на теле (кроме боковых линий), а также жаберные крышки с крупным уплощенным шипом, загнутым вверх и вперед.
Из всех родов семейства монотипический род Histiodraco наиболее близок к роду пуголовковидных бородаток (Pogonophryne), но отличается от него более узкой и менее сжатой дорсовентрально головой, а также более узким межглазничным пространством.
Парусовидная бородатка может встречаться в уловах донных тралов в прибрежных водах Восточной Антарктиды на относительно небольших шельфовых глубинах.

## Характеристика парусовидной бородатки
В первом спинном плавнике 2—3(4) мягких колючих луча; во втором спинном плавнике (23)24—26 лучей; в анальном плавнике 15—18 лучей; в грудном плавнике 17—21 луч. В дорсальной (верхней) боковой линии 16—21 костных члеников, в медиальной (срединной) боковой линии 14—20 костных члеников. В нижней части первой жаберной дуги тычинки расположены в 2 ряда: во внешнем ряду 7—11 тычинок, во внутреннем ряду 6—9 тычинок. Общее число позвонков 35—36.

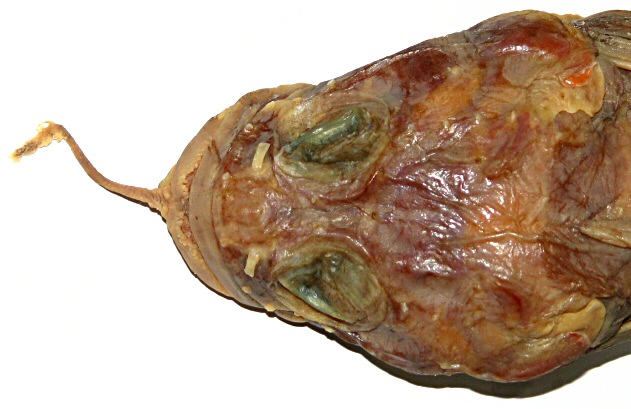
Голова парусовидной бородатки, вид сверху (формалин)

Голова крупная (её длина содержится 2,2—3,0 раза в стандартной длине тела), довольно широкая и несколько уплощённая дорсовентрально. Посттемпоральные костные гребни на верху головы хорошо выражены. Нижняя челюсть несколько выдаётся вперёд. Рыло короче, чем горизонтальный диаметр орбиты. Глаз довольно большой (25—36 % длины головы). Межглазничное пространство очень узкое — около 2—4 % стандартной длины тела (или 5—12 % длины головы). Первый спинной плавник расположен над жаберной крышкой. Второй спинной плавник очень высокий (19—32 % стандартной длины), парусовидный, его высота у самцов больше наибольшей высоты тела. Две длинных боковых линии — верхняя (дорсальная) и нижняя (медиальная), представленные трубчатыми или прободёнными костными чешуями.
Подбородочный усик очень длинный и тонкий — его относительная длина составляет от трети до более половины длины головы (36—62 % длины головы). Терминальное расширение обычно кистевидное, с многочисленными, сужающимися к кончикам отростками, относительно короткое (7—39 % длины усика), едва более широкое, чем прилегающая часть стебля. Более короткие отростки и папиллы нередко также встречаются вдоль всего стебля усика, но чаще покрывают лишь его дистальную половину.
Общий фон окраски светлый, песочный с неправильными тёмными пятнами или вертикальными полосами на туловище. Подбородочный усик светлый. Щёки и жаберные крышки тёмно-коричневые; тёмные пятна имеются также на слёзной кости и губах. На боках туловища в верхней части под спинными плавниками обычно имеются 4 (иногда 5) широких тёмно-коричневых вертикальных полосы или неправильных пятна; в нижней части туловища эти полосы разбиваются на несколько тёмных пятен, образующих сложный узор. Первый спинной плавник светлый. Второй спинной и анальный плавники светлые, с тёмными пятнышками на лучах, образующими узкие косые полосы; иногда анальный плавник полностью светлый. Грудные и брюшные плавники светлые, с неправильными узкими тёмными вертикальными полосами. Хвостовой плавник светлый, с несколькими узкими тёмными вертикальными полосами или с одной тёмной широкой полосой посередине.

## Распространение и батиметрическое распределение
Ареал вида охватывает шельфовые воды окраинных морей Восточной Антарктиды — море Уэдделла, море Рисер-Ларсена, море Космонавтов, море Содружества, море Дейвиса, море Моусона и море Росса. Встречается от прибрежной мелководной зоны до углублённой части шельфа на глубинах от 30 до 667 м.

## Размеры
Средний по размеру вид: достигает 203 мм общей длины (168 мм стандартной длины) и веса 150 г.

## Образ жизни
Сведения по биологии вида отсутствуют.